# 越南共和國國家警察學院
國家警察學院是越南共和國培養國家警察人員的機構。
- 歌曲：國家警察學院進行曲（HỌC VIỆN CSQG HÀNH KHÚC）[1]

## 外部鏈接
越南共和國國家警察學院網頁 （页面存档备份，存于）
越南共和國國家警察學院大家庭之聲網頁 （页面存档备份，存于）